# Volo UTair 120
Il volo UTair 120 era un collegamento passeggeri regionale da Tjumen' a Surgut, in Russia. Il 2 aprile 2012, l'ATR-72 che operava il volo precipitò poco dopo il decollo dall'aeroporto di Tjumen'-Rošcino, uccidendo 33 delle 43 persone a bordo. L'indagine condotta dal Comitato per l'aviazione interstatale russo (MAK) rivelò che l'aereo non era stato sghiacciato prima del decollo, anche se era rimasto parcheggiato per ore in condizioni di neve. L'equipaggio del volo era consapevole dell'accumulo di ghiaccio e neve sull'aereo, ma ha comunque deciso di non sbrinarlo.

## L'aereo
Il velivolo coinvolto era un ATR 72-201 prodotto dall'italo-francese Aérospatiale e registrato alle Bermuda come VP-BYZ. L'aereo, msn 332, era stato prodotto nel 1992 volando per la prima volta il 20 ottobre dello stesso anno. Era stato consegnato a TransAsia Airways il 16 dicembre 1992 e successivamente servì sotto Finnair e altre compagnie aeree prima di entrare in servizio con UTair Aviation nel luglio 2008.

## Passeggeri ed equipaggio

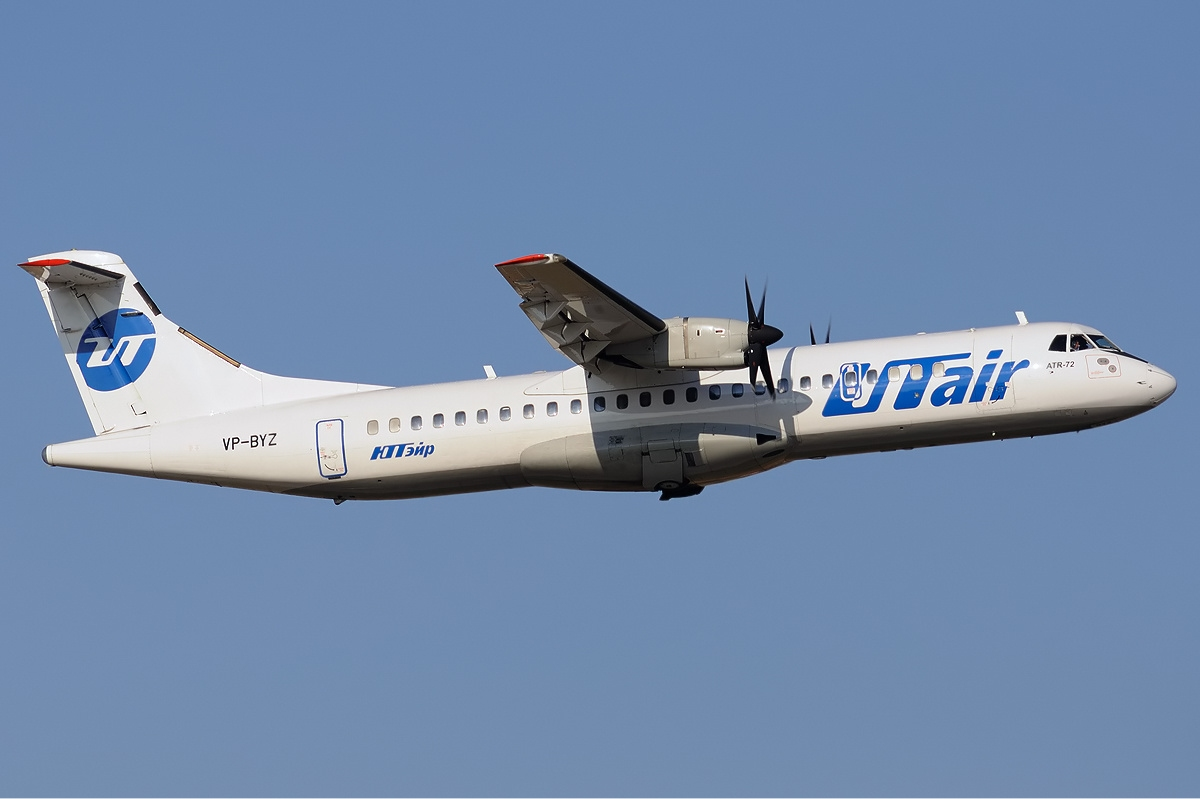
VP-BYZ, l'ATR-72 coinvolto nell'incidente, visto qui nel 2009.

Il volo 120 trasportava 39 passeggeri e 5 membri dell'equipaggio. UTair aveva venduto 40 biglietti, ma un passeggero di Khanty-Mansi Autonomous Okrug non era arrivato in tempo. Tra i passeggeri c'era Nikolay Medvedev, un membro del consiglio di Surgutneftegaz.
Il comandante del volo era il 27enne Sergey Sergeevich Antsin. Aveva completato la sua formazione in volo presso la Scuola di Volo Civile Superiore di Ulyanovsk e si era laureato nel 2008, successivamente assunto da Utair lo stesso anno come primo ufficiale. Aveva accumulato un'esperienza di volo totale di 2 602 ore di volo, di cui 2 522 sull'ATR 72. Aveva anche pilotato Yakovlev Yak-18 e Antonov An-26.
Il copilota è stato identificato come il 23enne Nikita Vitalievich Chekhlov. Aveva frequentato la Scuola di Volo Civile di Krasnokutsk a Krasnokutsk, in Ucraina, e si era laureato nel 2008, successivamente assunto da Utair nello stesso anno. Vantava un'esperienza di volo totale di 1 825 ore, di cui 634 sull'ATR-72. Nel 2009 aveva completato la sua formazione sull'ATR-72 presso il Centro di Addestramento Sabenavita in Lituania.

## L'incidente
Il volo 120 partì da Tjumen', la città più grande e capitale dell'Oblast' di Tjumen', verso Surgut, una delle principali città dell'Okrug autonomo di Khanty-Mansi con 39 passeggeri e 4 membri dell'equipaggio a bordo, alle 07:33 ora locale (01:33 UTC ). Il tempo era "pioggia mista a neve" in quel momento e la temperatura era di circa 0 °C (32 °F). A circa 600 piedi (180 m), l'autopilota venne attivato e i flap retratti.
Quasi contemporaneamente al completamento della retrazione del carrello, il primo ufficiale espresse sorpresa e il comandante venne registrato chiedere "Cos'è questo?" L'aereo iniziò a rollare a destra, mentre il primo ufficiale chiedeva: "Cos'è questo buffeting?" L'equipaggio disinserì immediatamente il pilota automatico. Entro 3 secondi, l'angolo del rollio raggiunse i 40 gradi. L'equipaggio contrastrò il rollio sulla destra con gli alettoni e timone, ma non fu in grado di contrastare il successivo rollio a sinistra.
Appena il movimento del volo 120 diventò più irregolare, l'ATR iniziò a perdere quota. Alla comparsa degli avvisi di stallo intermittenti, i piloti si mostrarono sempre più confusi; quando il comandante chiese al primo ufficiale di riferire la loro situazione alla torre, il primo ufficiale rispose con "Cosa segnalo? Merda! Qual è il problema?" in un tono che suggeriva alti livelli di stress. Con un'inclinazione verso sinistra di 55 gradi e un angolo di picchiata di 11 gradi, l'aereo precipitò in un campo vicino alla pista alle 07:34 ora locale (01:34 UTC ) ed esplose in fiamme. L'aereo si ruppe in più parti. L'incidente era avvenuto a circa 1 miglio nautico (1,9 km) a sud-ovest dell'estremità della pista principale, vicino al villaggio di Gorkovka. Ci furono inizialmente 31 vittime (tutti e quattro i membri dell'equipaggio e 29 dei 39 passeggeri) e 12 sopravvissuti delle 43 persone a bordo. Vennero portati all'ospedale di Tyumen. Due dei sopravvissuti in seguito morirono per le ferite riportate, portando il bilancio delle vittime a trentatre e il numero dei sopravvissuti a dieci. L'Interstate Aviation Committee lo confermò nel rapporto finale.

## Le indagini
I funzionari riferirono che gli investigatori si stavano concentrando sulla possibilità di un malfunzionamento tecnico poiché un testimone oculare aveva detto di aver visto del fumo proveniente dai motori dell'aereo mentre scendeva. Il registratore dei dati di volo dell'aereo è stato recuperato in buone condizioni.
L'Interstate Aviation Committee (MAK) pubblicò il suo rapporto finale il 16 luglio 2013. Gli investigatori stabilirono che la causa dell'incidente era da ricercarsi nel mancato sghiacciamento del velivolo, nonostante l'equipaggio avesse notato la presenza di ghiaccio durante il rullaggio. Durante il volo, la retrazione dei flap alari sarebbe dovuta avvenire a 160 nodi (300 km/h), mentre l'equipaggio li aveva retratti a 139 nodi (257 km/h), approssimativamente la velocità alla quale sarebbe eseguita la retrazione del flap in condizioni normali. Immediatamente dopo la retrazione del flap, l'ATR iniziò a mostrare un comportamento insolito, anche se l'equipaggio sembrava avere difficoltà a identificare il problema, con il primo ufficiale che sembrava sempre più stressato con il peggiorare della situazione. Lo stress situazionale potrebbe aver contribuito alla mancata applicazione delle adeguate procedure di recupero. Una simulazione ingegneristica concluse che l'aereo non era sufficientemente coperto dal ghiaccio da essere irrecuperabile; se l'equipaggio avesse esercitato una pressione in avanti sulla barra di controllo e avesse riesteso i flap a 15 gradi, l'aereo si sarebbe ripreso dopo aver perso solo "300-400 piedi" della loro altitudine prima dello stallo. I piloti sembravano preoccupati per le oscillazioni dell'aereo, e tirarono indietro la cloche fino al momento dell'impatto. Il rapporto identificava anche una serie di fattori che avevano a che fare con le carenze di sicurezza e nell'addestramento della compagnia aerea.
Nel novembre 2015, il tribunale condannò il meccanico Andrey Pisarev e il responsabile della manutenzione Anatoly Petrochenko a cinque anni e un mese di reclusione. Anche il comandante Sergey Antsin, morto nell'incidente, è stato ritenuto colpevole dell'incidente.